# Шелыгин, Юрий Анатольевич
Юрий Анатольевич Шелыгин (род. 29 апреля 1951 года, пос. Довбыш, Житомирская область) — российский врач-колопроктолог, изобретатель, профессор, президент Ассоциации колопроктологов России, президент Европейского общества колопроктологов, директор Государственного научного центра колопроктологии им. А. Н. Рыжих Минздрава России, главный колопроктолог Минздрава России, главный колопроктолог Департамента здравоохранения города Москвы.
Заслуженный врач РФ (2014), Лауреат Премии Правительства РФ в области науки и техники (2003).
Член-корреспондент РАН (2016), академик РАН (2019).

## Биография
Родился в семье кадрового офицера ВС СССР Анатолия Андреевича Шелыгина. В 1968 году, после окончания средней школы, поступает на 1-й Лечебный факультет 1-го Московского медицинского института им. И. М. Сеченова. Хирургией стал интересоваться, попав в студенческий кружок на кафедре факультетской хирургии, возглавляемой академиком АМН СССР, профессором М. И. Кузиным.
По окончании ММИ им. И. М. Сеченова с 1974 по 1976 год проходил обучение в клинической ординатуре на курсе проктологии Центрального Ордена Ленина института усовершенствования врачей МЗ СССР. 1 сентября 1976 года перешёл в Государственный научный центр колопроктологии в должности младшего научного сотрудника.
В 1982 году в Онкологическом научном центре АМН СССР защитил кандидатскую диссертацию на тему «Некоторые вопросы медицинской реабилитации больных с одноствольной колостомой».
В 1990 году в Московском научно-исследовательском онкологическом институте им. П. А. Герцена защитил докторскую диссертацию на тему «Хирургическое лечение распространённых форм рака прямой кишки».
В 1995 году назначен заведующим отделением общей лапароскопии и колопроктологии ГНЦК им. А. Н. Рыжих.
С 1997 года — профессор ГНЦК им. А. Н. Рыжих.
В 2000 году становится заместителем директора ГНЦК им. А. Н. Рыжих и заместителем главного редактора журнала «Колопроктология».
С 2006 года член Правления Ассоциации эндоскопических хирургов и член Правления Международной ассоциации университетских колоректальных хирургов.
С 2007 года, наряду с должностью заместителя директора, возглавляет отделение онкопроктологии.
С 2011 по 2021 год директор ГНЦК им. А. Н. Рыжих.
С 2021 года — научный руководитель ГНЦК им. А. Н. Рыжих.

## Научная деятельность
В активе Юрия Шелыгина более 190 печатных работ, в том числе 9 монографий. Под его руководством было защищено 3 докторские и 16 кандидатских диссертаций.
Имеет более 20 патентов на изобретения.
Является главным редактором журнала «Колопроктология», членом редколлегии российских журналов «Онкохирургия», «Онкопроктология», «Анналы хирургии», « Хирургия им. Н. Н. Пирогова».
Наиболее известные публикации:
- «Рак прямой кишки» (1987)
- «Клиническая оперативная колопроктология» (1994),
- «Геморрой» (2002)
- «Избранные лекции по эндовидеохирургии» (2004)
- «Хирургия рака прямой кишки» (2005)
- «Основы колопроктологии» (2006)
- «Атлас онкологических операций» (2007)
- «Онкология. Национальное руководство» (2008)
- «Клиническая хирургия. Национальное руководство» (2008)
- «Рак анального канала» (2011)
- Справочник по колопроктологии (2012)

## Награды
- Заслуженный врач РФ (14 января 2014 года) — за заслуги в области здравоохранения и многолетнюю добросовестную работу[17]
- Премия Правительства РФ в области науки и техники (в 2003 году, за разработку современной стратегии хирургической реабилитации больных раком прямой кишки)
- Медаль «В память 850-летия Москвы»
- Орден Пирогова (5 февраля 2024 года) — за большой вклад в развитие отечественной науки, многолетнюю плодотворную деятельность и в связи с 300-летием со дня основания Российской академии наук[18]

## Интересные факты
Юрий Шелыгин является одним из основоположников российской транспросветной хирургии.
Участвовал в уникальной операции Зите, разделённой сиамской близняшке, у которой через три года после операции разделения отказали почки и началось общее заражение крови. Случай осложнялся тем, что после операции разделения брюшная полость пациентки была сильно изменена. Операция прошла успешно.